# Bitarová
Bitarová (in ungherese Bitérfalva) è un comune della Slovacchia facente parte del distretto di Žilina, nella regione omonima.